# Do You Know Me?
Do You Know Me? is een Canadese tv-thriller uit 2009 van Penelope Buitenhuis met Rachelle Lefevre, Jeremy London en Ted Whittall in de hoofdrollen.

## Verhaal
Ellie is net afgestudeerd aan de universiteit wanneer ze een foto ziet van een vermist kind dat als twee druppels water op haar lijkt. Ze gaat op zoek naar antwoorden en ontdekt de schokkende waarheid over haar verleden. Haar leven staat al gauw op zijn kop en wanneer haar vriend vermoord wordt, slaat ze op de vlucht om haar eigen leven te redden.

## Rolverdeling
| Acteur            | Personage       |
| ----------------- | --------------- |
| Rachelle Lefevre  | Ellie Carter    |
| Jeremy London     | Jake Farber     |
| Ted Whittall      | David Carter    |
| Lynda Boyd        | Anna Carter     |
| Victoria Duffield | Isabel Carter   |
| Kevin McNulty     | Fred Lashley    |
| Dean Wray         | Alec Rooker     |
| Gina Chiarelli    | Tina Marsaretti |
| Nic Rhind         | Chris Mayfield  |
| Malcolm Stewart   | Donald Kentor   |
| Kevin McNulty     | Joe Prescott    |